# Лукаш Зволинський
Лукаш Зволинський (пол. Łukasz Zwoliński; нар. 24 лютого 1993, Щецин, Польща) — польський футболіст, нападник клубу «Ракув».

## Клубна кар'єра
Народився в Щецині. Футболом розпочав займатися в місцевому клубі «Погонь» (Щ). Також на дитячо-юнацькому та молодіжному рівні грав за «Арконію» (Щецин), «Сталь» (Щецин) та «Хемік» (Полице).
Дорослу футбольну кар'єру розпочав 2012 року в команді рідного міста «Погонь». Також виступав в оренді в «Аркі» (Гдиня), «Гурнику» (Ленчна) та «Шльонську» (Вроцлав). У 2018 році перебрався в хорватську «Горицю». У 2020 році приєднався до «Лехії». З 2023 року захищає кольори польського клубу «Ракув».

## Кар'єра в збірній
З 2012 по 2014 рік виступав за юнацьку та молодіжну збірні Польщі.

## Статистика виступів

### Клубна
| Клуб                 | Сезон             | Ліга              | Ліга  | Ліга | Кубок | Кубок | Загалом | Загалом |
| Клуб                 | Сезон             | Дивізіон          | Матчі | Голи | Матчі | Голи  | Матчі   | Голи    |
| -------------------- | ----------------- | ----------------- | ----- | ---- | ----- | ----- | ------- | ------- |
| «Погонь» (Щецин)     | 2011–12           | Перша ліга        | 2     | 0    | 0     | 0     | 2       | 0       |
| «Погонь» (Щецин)     | 2012–13           | Екстракляса       | 1     | 0    | 1     | 0     | 2       | 0       |
| «Погонь» (Щецин)     | 2014–15           | Екстракляса       | 33    | 12   | 1     | 1     | 34      | 13      |
| «Погонь» (Щецин)     | 2015–16           | Екстракляса       | 30    | 8    | 0     | 0     | 30      | 8       |
| «Погонь» (Щецин)     | 2016–17           | Екстракляса       | 20    | 1    | 4     | 2     | 24      | 3       |
| «Погонь» (Щецин)     | 2017–18           | Екстракляса       | 14    | 1    | 1     | 0     | 15      | 1       |
| «Погонь» (Щецин)     | Загалом           | Загалом           | 100   | 22   | 7     | 3     | 107     | 25      |
| «Арка» (Гдиня)       | 2012–13           | Перша ліга        | 11    | 0    | 0     | 0     | 11      | 0       |
| «Гурник» (Ленчна)    | 2013–14           | Перша ліга        | 22    | 8    | 0     | 0     | 22      | 8       |
| «Шльонськ» (Вроцлав) | 2016–17           | Екстракляса       | 13    | 0    | 0     | 0     | 13      | 0       |
| «Гориця»             | 2018-19           | Перша ліга        | 33    | 14   | 0     | 0     | 33      | 14      |
| «Гориця»             | 2019-20           | Перша ліга        | 16    | 4    | 4     | 5     | 20      | 9       |
| Загалом              | Загалом           | Загалом           | 49    | 18   | 4     | 5     | 53      | 23      |
| Усього за кар'єру    | Усього за кар'єру | Усього за кар'єру | 195   | 50   | 11    | 8     | 206     | 58      |